# Zelmo Beaty
Zelmo Beaty (ur. 25 października 1939 w Hillister, zm. 27 sierpnia 2013 w Bellevue) – amerykański koszykarz, występujący na pozycji środkowego, późniejszy trener, mistrz ABA (1971), uczestnik spotkań gwiazd w ABA i NBA, wybierany do drugiego składów najlepszych zawodników ABA, MVP finałów ligi ABA.

## Osiągnięcia

### NAIA
- Mistrz:
  - NAIA (1962)
  - sezonu zasadniczego konferencji (1961, 1962)
- Zaliczony do Akademickiej Galerii Sław Koszykówki (2014)[3]

### ABA
- Mistrz ABA (1971)
- Wicemistrz ABA (1974)
- MVP finałów ABA (1971)
- Uczestnik meczu gwiazd:
  - ABA (1971–1973)
  - NBA vs ABA (1971)[4]
  - Legend NBA (1984–1990, 1993)[5]
- Zaliczony do:
  - II składu ABA (1971, 1972)
  - składu najlepszych zawodników w historii ligi ABA (ABA's All-Time Team - 1997)[6]
- Lider ABA w skuteczności rzutów z gry (1971)

### NBA
- 2-krotny uczestnik meczu gwiazd NBA (1966, 1968)
- Wybrany do I składu debiutantów NBA (1963)[7]

### Inne
- Wybrany do:
  - Akademickiej Galerii Sław Koszykówki (College Basketball Hall of Fame - 2014)
  - Koszykarskiej Galerii Sław im. Jamesa Naismitha (Naismith Memorial Basketball Hall Of Fame – 2016)[8]